# Chapbook
En chapbook är ett småtryck i form av exempelvis ett häfte, ett vikt ark eller en mindre och tunnare häftad eller trådbunden bok. Till skillnad från fanzinet kan en chapbook vara förlagsutgiven. Chapbookformatet förknippas främst med poesi.

## Etymologi
Ordet chapbook är engelska och kommer av chapman, som syftar på kringresande gatuförsäljare som i tidig modern tid sålde skillingtryck och andra enkla trycksaker med folklig prägel – chapbooks. Ordet har sedermera levt kvar och spridits med förändrad betydelse.